# الاتحاد الدولي للشباب الليبرالي
الاتحاد الدولي للشباب الليبرالي هو منظمة دولية للشباب الليبرالي. وتتكون من عضوية المنظمات الشبابية عبر العالم. والتي غالبا ما تكون ولكن لا ينتمون حصرا مع الأحزاب السياسية التي هي أعضاء في الليبرالية الدولية. 

## التاريخ
بدأ الاتحاد العالمي للشباب الليبرالي والراديكالي في عام 1947، وكان أيضاً منظمة عالمية، ولكن كان معظم الأعضاء الفاعلين في أوروبا، مما أدي لتشكيل منظمة منفصلة تحت مسمي الاتحاد الأوروبي للشباب الليبرالي والراديكالي عام 1978، ولاحقاً اسمت تلك المنظمة نفسها الاتحاد الدولي للشباب الليبرالي في عام 2001.

## القيادة
| الاسم          | المنصب                | الدولة   |
| -------------- | --------------------- | -------- |
| الرئيس         | كريستيان سكارلينج     | الدنمارك |
| السكرتير العام | فريريك كامبمان        | هولندا   |
| نائب الرئيس    | دانيلو دانيلو كوربابش | أنجلترا  |
| نائب الرئيس    | أحمد رشواني           | لبنان    |
| نائب الرئيس    | بوبي دين              | أنجلترا  |
| نائب الرئيس    | ستانيسلاف اناستسوف    | بلغاريا  |
| أمين الصندوق   | دانيال جورج           | ألمانيا  |